# Hồng hạc lớn
Hồng hạc lớn (danh pháp hai phần: Phoenicopterus roseus) là một chim thuộc chi Hồng hạc. Đây là loài hồng hạc phân bố rộng nhất trong họ. Chúng được tìm thấy ở một số khu vực châu Phi, Nam Á (các khu vực duyên hải của Pakistan và Ấn Độ), và phía nam châu Âu (bao gồm Tây Ban Nha, Sardinia, Albania, Thổ Nhĩ Kỳ, Hy Lạp, Cộng hòa Síp, Bồ Đào Nha, và vùng Camargue của Pháp). Một vài quần thể là di cư ngắn. Đây là loài hồng hạc lớn nhất, cao trung bình 110–150 cm (43–60 in) và nặng 2–4 kg (4.4–8.8 lbs). Con trống lớn nhất ghi nhận được có chiều cao 187 cm (74 in) và nặng 4,5 kg (10 lbs). Nó liên quan chặt chẽ với Hồng hạc Mỹ và Hồng hạc Chile và đôi khi đã được xem là cùng loài.